# Karl Otto Pöhl

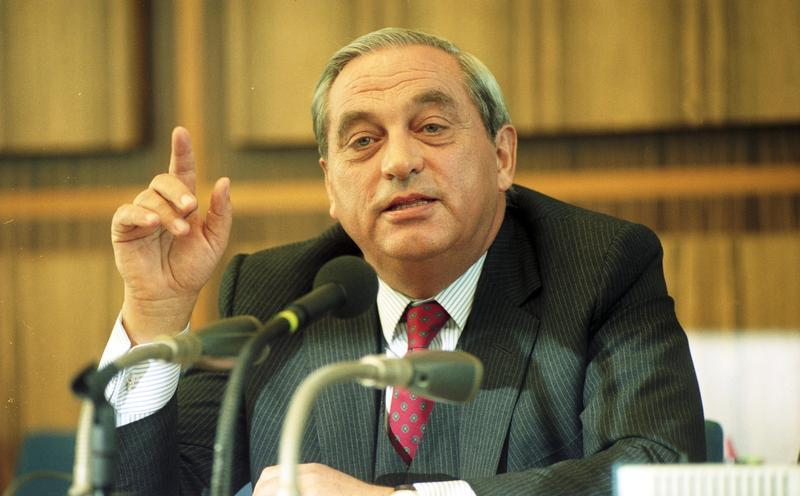
Karl Otto Pöhl auf einer Pressekonferenz in Bonn, 1990

Karl Otto Pöhl (* 1. Dezember 1929 in Hannover; † 9. Dezember 2014 in der Schweiz) war ein deutscher Volkswirt, Wirtschaftsjournalist, Bankier und Staatssekretär, der von 1980 bis 1991 Präsident der Deutschen Bundesbank war.

## Ausbildung und Beruf
Karl Otto Pöhl studierte Volkswirtschaftslehre an der Georg-August-Universität Göttingen, schloss das Studium 1955 als Diplom-Volkswirt ab und begann im selben Jahr seine Tätigkeit beim Ifo-Institut für Wirtschaftsforschung in München. Nach einer Tätigkeit als Wirtschaftsjournalist von 1961 bis 1968 in Bonn und als Mitglied der Geschäftsführung beim Bundesverband deutscher Banken von 1968 bis 1970 wechselte er 1970 in den Staatsdienst als Abteilungsleiter im Bundeswirtschaftsministerium (bis 1971) in Bonn, war dann von 1971 bis 1972 Abteilungsleiter im Bundeskanzleramt und unter den Bundesfinanzministern Helmut Schmidt und Hans Apel von 1972 bis 1977 Staatssekretär für Grundsatzfragen der Finanz-, Kredit- und Währungspolitik im Bundesfinanzministerium.
Von 1976 bis 1977 war er Präsident des Währungsausschusses der Europäischen Gemeinschaft, von 1977 bis 1979 Vizepräsident der Deutschen Bundesbank. 1980 wurde er als Nachfolger von Otmar Emminger Bundesbankpräsident. 1991 trat er aus persönlichen Gründen von diesem Amt zurück. Als Grund werden oft die Differenzen mit Helmut Kohl bezüglich der Vorgehensweise bei der wirtschaftlichen Wiedervereinigung und insbesondere der Festlegung des Wechselkurses zur Einführung der D-Mark in der DDR vermutet. Sein Nachfolger als Bundesbankpräsident wurde sein langjähriger Stellvertreter Helmut Schlesinger. 1992 wechselte er als persönlich haftender Gesellschafter zur Kölner Privatbank Sal. Oppenheim, 1993 bis 1998 war er Sprecher des Gesellschaftergremiums.
Pöhl war seit 1948 Mitglied der Sozialdemokratischen Partei Deutschlands (SPD). Im Jahr 2006 erklärte Pöhl in einem Interview mit der Wirtschaftswoche, er sei bereits ein Jahr zuvor aus der SPD ausgetreten. Als Grund gab er an, dass sich die Partei in den letzten Jahrzehnten vor allem wirtschaftspolitisch zu sehr nach links orientiert habe. Namentlich distanzierte er sich von den Positionen Andrea Nahles’ und Kurt Becks.

## Sonstige Tätigkeiten, Ehrungen und Auszeichnungen
Karl Otto Pöhl wurde vielfach geehrt und ausgezeichnet:
- 1975: Bundesverdienstkreuz 1. Klasse
- 1977: Großes Bundesverdienstkreuz
- 1984: Großes Verdienstkreuz mit Stern und Schulterband der Bundesrepublik Deutschland
- 1985: Großes Silbernes Ehrenzeichen am Bande für Verdienste um die Republik Österreich
- 1987: Karl-Bräuer-Preis des Bundes der Steuerzahler
- 1988: Großkreuz des Verdienstordens der Italienischen Republik
- 1990: Hessischer Verdienstorden
- 1990: Krawattenmann des Jahres
- 1990: Kommandeur des Polarordens
- 1991: Großkreuz des Verdienstordens des Großherzogtums Luxemburg
- 1991: Großkreuz des Verdienstordens der Bundesrepublik Deutschland
- 1991: Ludwig-Erhard-Preis für Wirtschaftspublizistik
- 1992: Kommandeur der französischen Ehrenlegion
- 1992: Großkreuz des Ordens von Oranien-Nassau des Königreichs Niederlande

Er wurde außerdem mit der Ehrendoktorwürde der folgenden Universitäten geehrt:
- 1983: Georgetown University
- 1983: Ruhr-Universität Bochum (Dr. rer. pol. h.c.)
- 1987: University of Maryland
- 1992: University of Buckingham
- 1992: University of London
- 2000: Johann Wolfgang Goethe-Universität Frankfurt am Main

Pöhl war Deutscher Gouverneur des IWF in Washington und der Bank für Internationalen Zahlungsausgleich in Basel sowie Verwaltungsratsmitglied der Kreditanstalt für Wiederaufbau in Frankfurt am Main. Er engagierte sich im Kuratorium des Europäischen Jugendparlaments in Deutschland e. V. und war von 1996 bis 2006 Präsident des Center for Financial Studies.

## Familie und Privates
Karl Otto Pöhl hatte vier Kinder, zwei aus erster und zwei aus zweiter Ehe. 1974 heiratete er die aus Köln stammende promovierte Politologin Ulrike Pesch. Er wohnte in Frankfurt am Main und lebte zuletzt in Zürich.

## Publikationen
- Bayer in der Welt. Farbenfabriken Bayer AG, Leverkusen, 1958
- Wirtschaftliche und soziale Aspekte des technischen Fortschritts in den USA. Vandenhoeck & Ruprecht, Göttingen, 1967, ISBN 978-3-525-85340-5.
- Deutsche Mark wohin? Otto Schwarzer im Gespräch mit Karl Otto Pöhl. Athenäum-Verlag 1981, ISBN 978-3-7610-8143-3.
- Kapital, Zins, Währung. DIHT, 1984, OCLC 74626192.